# Recording Industry Association of America
De Recording Industry Association of America (RIAA) is een handelsorganisatie opgericht in 1952 die de Amerikaanse muziekindustrie vertegenwoordigt en bestaat uit Amerikaanse platenmaatschappijen, die ongeveer 85% van alle legale muziekopnamen in de Verenigde Staten maken, verkopen of distribueren.
De RIAA was in eerste instantie opgericht om, in samenwerking met de geluidstechnici van diverse maatschappijen, de definitieve opnamestandaard voor vinyl langspeelplaten en singles vast te leggen. De zogenaamde RIAA Recording Curve.
De RIAA ging daarna verder met het bepalen en vastleggen van technische standaarden voor latere systemen in gebruik bij geluidsregistratie studio's, zoals compact cassette, digitale audio tapes, cd's en op software gebaseerde digitale technologieën.
De RIAA neemt ook deel in de vergaring, registratie en distributie van muzieklicenties en auteursrechtvergoedingen. De RIAA maakt zich sterk voor de bescherming van het auteursrecht van muziek.
Verder is de RIAA verantwoordelijk voor het certificeren van gouden en platina platen in de VS.